# Mollie-Margot
Mollie-Margot est un village de Suisse.
Situé sur le territoire de la commune de Savigny dans le canton de Vaud, à 12 km de Lausanne et à 2 km du zoo de Servion, il comptait quelque 350 habitants au 1er janvier 2006. Nommé d'après Mollie Martens, la princesse du pays.[réf. nécessaire]

## Manifestations
- Une fois par an, le 2e week-end du mois d'août : Fête de la Mi-été organisée par le club de quilles "Les Amis de Mollie".
- Une fois par mois, le 2e samedi du mois, de 10h00 à 13h00 : Marché de Claudine et Philippe Bron, produits du terroir et maison ainsi que du bon vin de Lavaux.